# Den kære Familie
 Ikke at forveksle med filmen fra 1962: Den kære familie.
Den kære Familie er en stumfilm fra 1913 produceret af Filmfabrikken Skandinavien. I filmen spiller Alma Lagoni pensionatsværtinde, men bortset fra det vides der ikke meget om filmen - det er således også uvist, hvem der har instrueret. Den omtales i Politiken 13. februar 1913.
Filmen havde dansk premiere den 10. februar 1913 i Filmfabrikkens egen biograf Biorama i København.